# 東真紀
東 真紀（あずま まき、12月23日 - ）は、日本の女性シンガーソングライター。身長153cm、血液型A型。

## 来歴・人物
広島県広島市出身。広島市立美鈴が丘高等学校を経てエリザベト音楽大学声楽科卒業後、就職をするが、2002年退社し音楽活動を開始する。2003年インディーズデビュー。2004年にラジオ番組「OLEっち」で様々な課題をクリアし、ルビコン・リヴァー・エンタテインメントよりメジャーデビュー。
2008年初頭より、サポートメンバーにBass SADA,Drums 初見英世を迎えて東真紀 with AZBANとして再出発。
現在は東真紀BANDと名称を変えて、ライブなどで精力的に活動中。
父は、1970～80年代に広島県を中心にローカルタレント、演歌歌手として活動していた東為五郎（本名・東孝成、本業は内装工事業）。
2014年8月15日、2090gの男児を出産したことを公式ブログで報告。

## ラジオ
- RCCラジオ：「東真紀のアズマキRadio」（終了）
- Bay FM：ちいさなクローバー（終了）

## ディスコグラフィー

### シングル
- 雷鳴（2003年7月17日） インディーズシングル

HMV広島の年間売り上げチャート第1位
- すみれ（2004年6月9日） インディーズシングル
- ジョンの純な恋物語（2004年11月3日）
- 向日葵～一期一会の命～(2005年8月31日)

積木くずし真相 〜あの家族、その後の悲劇〜挿入歌
- 僕らの両手(2008年7月31日)…自費出版

### アルバム
- 菫（2004年7月22日）
- 目には見えないチカラ（2005年2月16日）
- ジョンの純な恋物語（特別完全版）～ 6 songs for DOG LOVERS ～（2006年9月6日）

愛犬家向けの雑誌やサイトで取り上げられている。
- ハズムリズム（2009年5月20日)…東真紀BANDとしての初のミニアルバム

　　　　　　　　　　　　　　　　　　　　　DOUBLE NECK RECORDS

## 作詞
- 一本桜～心根～　NHK連続テレビ小説『どんど晴れ』　作曲:渡辺俊幸　山本潤子アルバム『SONGS』（2007年6月6日）所収。